# NGC 1239
NGC 1239 este o galaxie lenticulară situată în constelația Eridanul. A fost descoperită în 6 ianuarie 1785 de către William Herschel. Se află la o distanță de 114,17 megaparseci de Pământ.